# Мартьянов Дмитро Андрійович
Дмитро́ Андрі́йович Мартья́нов (2 листопада 1992 — 29 серпня 2014) — солдат Збройних сил України, учасник російсько-української війни.

## Короткий життєпис
Народився 1992 року в місті Запоріжжя. Активний учасник Революції Гідності, був у складі Самооборони Запоріжжя, охороняв адміністративні будівлі від захоплення проросійськими сепаратистами, чергував на блокпостах. Потім вирушив на фронт, стрілець 1-го взводу 2-ї роти резервного батальйону оперативного призначення «Донбас», псевдо «Сон».
Загинув під час виходу колони з оточення під Іловайськом у бік села Червоносільське. Вояки бачили, як поранений Дмитро відстрілювався з гранатомета.
3 вересня 2014-го тіло Дмитра разом з тілами 96 інших загиблих у Іловайському котлі привезено до дніпропетровського моргу. 16 жовтня 2014 року тимчасово похований на Краснопільському цвинтарі Дніпропетровська — як невпізнаний Герой.
Батьки Дмитра довго відмовлялися проходити аналіз ДНК; ідентифікований за експертизою ДНК серед похованих на Краснопільському цвинтарі. 8 вересня 2016 року Дмитра перепоховали з військовими почестями на Кушугумському цвинтарі Запоріжжя.
Без сина лишилися батьки.

## Нагороди та вшанування
За особисту мужність і героїзм, виявлені у захисті державного суверенітету та територіальної цілісності України, вірність військовій присязі під час російсько-української війни, відзначений — нагороджений
- 16 листопада 2016 року — орденом «За мужність» III ступеня (посмертно)[1]
- «Іловайським Хрестом» (посмертно)
- медаллю УПЦ КП «За жертовність і любов до України» (посмертно)
- почесним нагрудним знаком народної шани «Гідність та ВОЛЯ» № 1 (посмертно)
- Його портрет розміщений на меморіалі «Стіна пам'яті полеглих за Україну» у Києві: секція 3, ряд 8, місце 21
- Вшановується 29 серпня на щоденному ранковому церемоніалі вшанування українських захисників, які загинули цього дня у різні роки внаслідок російської збройної агресії[2]
- Нагороджений орденом «За заслуги перед Запорізьким краєм» 3 ступеня (посмертно)